# Ściłguny
Ściłguny (biał. Сцілгуны, Sciłhuny; ros. Стилгуны, Stiłguny) – chutor na Białorusi, w obwodzie grodzieńskim, w rejonie werenowskim, w sielsowiecie Pirogańce, nad Żyżmą. 
Dawniej wieś. W dwudziestoleciu międzywojennym leżały w Polsce, w województwie nowogródzkim, w powiecie lidzkim, do 11 kwietnia 1929 w gminie Bieniakonie, następnie w gminie Werenów. Po II wojnie światowej w granicach Związku Radzieckiego. Od 1991 w niepodległej Białorusi.